# Trump: The Art of the Deal
Trump: The Art of the Deal er en bog fra 1987 krediteret Donald J. Trump og journalisten Tony Schwartz. Bogen er dels en erindringsbog og dels en forretningsbog og er den første bog, der er krediteret Donald J. Trump. Bogen nåede nummer 1 på The New York Times Best Seller-liste – en position bogen bibeholdte i 13 uger – og medvirkede dermed til at gøre Trump til et velkendt navn. Bogen fik yderligere opmærksomhed under Trumps præsidentkampagne i 2016, hvor Trump bl.a. citerede den som en af hans største bedrifter og en af hans yndlingsbøger – kun overgået af Bibelen.